# Герб Суздаля
Герб Суздаля — официальный символ городского поселения «Город Су́здаль» Суздальского района Владимирской области Российской Федерации. Современный герб Суздаля утверждён решением Совета народных депутатов города Суздаля от 22 июля 2003 года № 58 и внесён в Государственный геральдический регистр Российской Федерации под номером 1346.

## Описание
Официальное описание герба:
В пересечённом лазоревом (синем, голубом) и червлёном (красном) поле сидящий влево, обернувшийся, с расправленными крыльями сокол натуральных цветов, увенчанный княжеской короной
Авторская группа реконструкции: М. Медведев (Санкт-Петербург), К. Мочёнов, Ю. Коржик, Г. Туник.

## Символика
Герб города Суздаля — старинный, восходящий к эмблеме Ростово-Суздальской земли на Большой государственной печати царя Ивана IV Грозного 1577-78 годов, впервые Высочайше утверждённый как герб города Суздаль в 1729 году. В гербе в геральдическом щите, разделённом по горизонтали на две равные части — синюю (вверху) и красную (внизу) изображён сокол натуральной природной расцветки — символ красоты суздальской земли и её столицы — города Суздаля и храбрости её жителей. Сокол увенчан княжеской короной в знак того, что Суздальская земля являлась старинным русским княжеством, а город Суздаль — древней княжеской столицей.
Основной фигурой герба является сокол — символ красоты и храбрости. На голове сокола — княжеская корона. Голова птицы повёрнута к правому крылу. Серебро в геральдике — символ веры, чистоты, искренности, чистосердечности, благородства, откровенности и невинности. Золото в геральдике — символ богатства, верховенства, величия, возвышенности мыслей, достоинства. Золотая корона аллегорически показывает, что город Суздаль, первое упоминание о котором датируется 1024 годом, имеет богатейшую историю: в первой половине XII века — это центр Ростово-Суздальского княжества; с середины XIII века — впервые — столица самостоятельного Суздальского княжества; в первой половине XIV века — столица Суздальско-Нижегородского княжества. Корона в гербе указывает на особое место города в истории страны, подчёркивает, что Суздаль когда-то являлся политическим и религиозным центром.
Суздаль — это старейший крупный русский религиозный центр в Северо-Восточной Руси: уже в XI веке здесь было подворье Киево-Печерского монастыря с церковью Св. Дмитрия. В XIII веке в Суздале действовало 8 монастырей. В конце XVII — начале XVIII веков в Суздале находилась митрополия, до конца XIX века — епархия. В средние века Суздаль — заметный культурный, торговый, ремесленный центр. В настоящее время на территории города находится значительное культурное наследие страны (около 300 памятников русской церковной и гражданской архитектуры). Уникальный исторический путь Суздаля нашёл отражение в ценнейшем культурном наследии мирового значения, сохранившимся в городе, благодаря чему Суздаль ныне — это город-музей, всемирно известный центр туризма. Красный цвет в геральдике символизирует труд, жизнеутверждающую силу, мужество, праздник, красоту. Лазурь в геральдике — символ чести, славы, преданности, красоты, добродетели и чистого неба.

## История
Первый проект суздальского герба составил товарищ герольдмейстера граф Ф. М. Санти. В начале 1720-х годов Санти начал работу по созданию гербов для городов Российской империи. Ф. Санти счёл необходимым сделать запросы во все российские города: он полагал, что городской герб должен в своём рисунке отразить хозяйственную жизнь города, его место в политической жизни государства, территориальные и природные особенности, исторические события, связанные с городом и т. д. На основании ответов местных органов управления на эти опросные анкеты и создавались гербы городов. К сожалению, ответ суздальской провинциальной канцелярии до сих пор не найден, поэтому неизвестно, чем руководствовался Санти, создавая герб Суздаля. Однако проект герба известен — на гербе был изображён сокол, стоящий на земле с воздетыми крыльями и в княжеской короне. В 1727 году Санти попал в опалу, и герб официально утверждён не был.
Однако в июне 1728 года Верховный тайный совет издал указ о введении нового образца полковых знамён с государственным и городским гербами. В 1729 году под руководством обер-директора над фортификацией генерала Б. К. Миниха и при участии художника Андрея Баранова (живописца А. Д. Меншикова) был составлен Знамённый гербовник. 8 марта 1730 года новые гербы для полковых знамён были утверждены. Если город, именем которого назван полк, герба не имел, для изображения на знамени полка создавался новый герб, что и произошло с гербом Суздаля. Герб на знамени Суздальского пехотного полка имел следующее описание: «Птица сокол в княжеской шапке, поле пополам: наверху синее, а внизу красное». Рисунок и описание герба Суздаля явно взяты из проекта Санти. Таким образом, проект с конца 1727 года проделал путь из мастерской Ф. Санти через Верховный Тайный совет, где его обсудили, через Военную коллегию, куда он попал в мае 1729 года, через Собственную его величества канцелярию — до знамени Суздальского полка. Следует отметить, что это была именно эмблема на знамени полка, в жизни города герб не использовался либо использовался очень мало.
16 августа 1781 года, наряду с другими городскими гербами городов Владимирского наместничества, был утверждён герб Суздаля: «Птица сокол в княжеской короне, поле напополам: наверху синее, а внизу красное (старый герб)».
После Октябрьской революции герб перестал использоваться, однако с 1960-х годов сокол как символ города вновь вошёл в употребление, но без официального утверждения герба. К 1970 году фигура сокола была установлена на шпиле торговых рядов города, позднее появились значки с изображением сокола, буклеты, наборы открыток, карты-схемы памятников истории и культуры, книги и т. д. Однако точность в его изображении не всегда соблюдалась: иногда его изображали целиком белым на чёрном фоне, иногда голову птица поворачивала не в ту сторону; на голове появлялась то шапка, то корона.
Современный герб Суздаля утверждён решением Совета народных депутатов города Суздаля от 22.07.2003 № 58.